# Lexikalische Listen

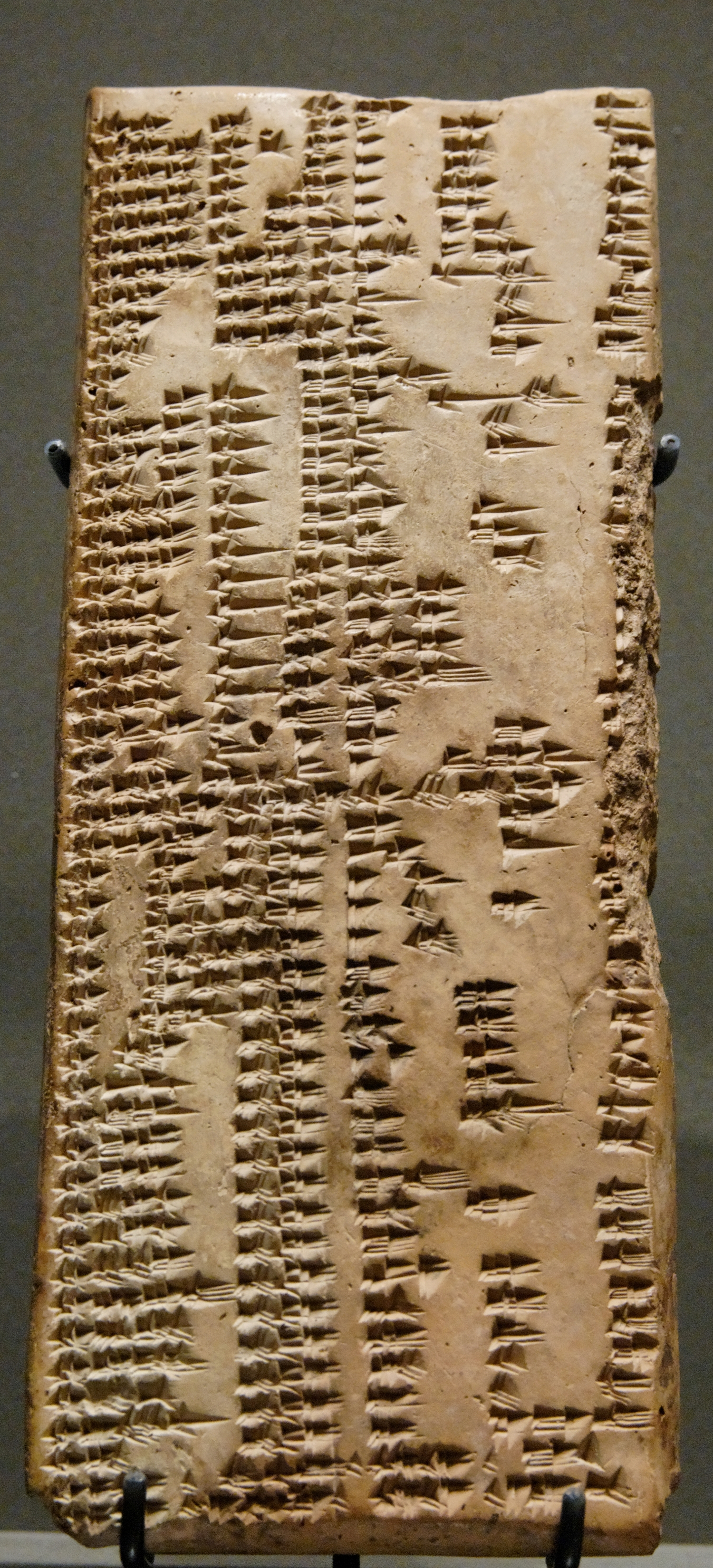
Lexikalische Liste im Louvre

Als Lexikalische Listen bezeichnet man eine Gruppe keilschriftlicher Texte, die vor allem in sumerischer und akkadischer Sprache, teilweise auch mehrsprachig abgefasst sind. Sie werden gemeinhin der wissenschaftlichen Literatur des Alten Orients zugerechnet und sind für das Entziffern der Keilschrift sowie das Verständnis altorientalischer Sprachen von entscheidender Bedeutung.
Lexikalische Listen gehören zu den ältesten Schriftzeugnissen der Menschheit überhaupt. Schon im frühen 3. Jahrtausend v. Chr. begannen die Sumerer mit der Zusammenstellung kleinerer Listen von Keilschriftzeichen. Da die Keilschrift in dieser frühen Zeit noch logographisch war, sind diese Zeichenlisten zugleich auch Wortlisten. Mit der Weiterentwicklung der Schrift zur Syllabografie nahm die Zahl der verwendeten Zeichen ab, während die mit ihnen geschriebenen Worte vielfältiger und abstrakter wurden. So entstanden schon in der Mitte des 3. Jahrtausends v. Chr. umfangreiche Listen von Gegenständen, die mit Wortkomposita geschrieben waren. Sie enthielten Aufzählungen von Gegenständen aus verschiedenen Materialien (Holz, Leder, Metall, Stein usw.), Pflanzen, Tieren, Menschengruppen, geographischen Regionen, Gestirnen und Göttern. Die Reihenfolge der genannten Gegenstände folgte lokalen Traditionen, wobei sich im ausgehenden 3. Jahrtausend v. Chr. die Tradition von Nippur durchsetzte.
Von besonderer wissenschaftlicher Bedeutung sind mehrsprachige Listen. Man geht heute davon aus, dass sie vor allem dem Studium von Fremdsprachen dienten. So sind bereits aus dem Archiv von Ebla zweispaltige Listen bekannt, bei welchen in einer Spalte sumerische Termini stehen, denen in der anderen Spalte akkadische Wörter oder Relativsätze zugeordnet werden. Auf diese Weise kann bis heute die Bedeutung und Lesung sumerischer Zeichen rekonstruiert werden, da die akkadische Sprache weitestgehend bekannt ist.
Im Laufe des 2. Jahrtausends v. Chr. wurden einige Typen von lexikalischen Listen standardisiert und kanonisiert sowie zu großen Tafelserien zusammengefasst. Diese Serien werden üblicherweise mit ihrem Incipit bezeichnet und bestehen aus bis zu mehreren Dutzend Tafeln. Auch weitete sich der Einsatzbereich solcher Listen aus, die nunmehr etwa auch die Variationen von Radikalen aufführen, oder um Kommentare erweitert wurden.